# 里トンボロ

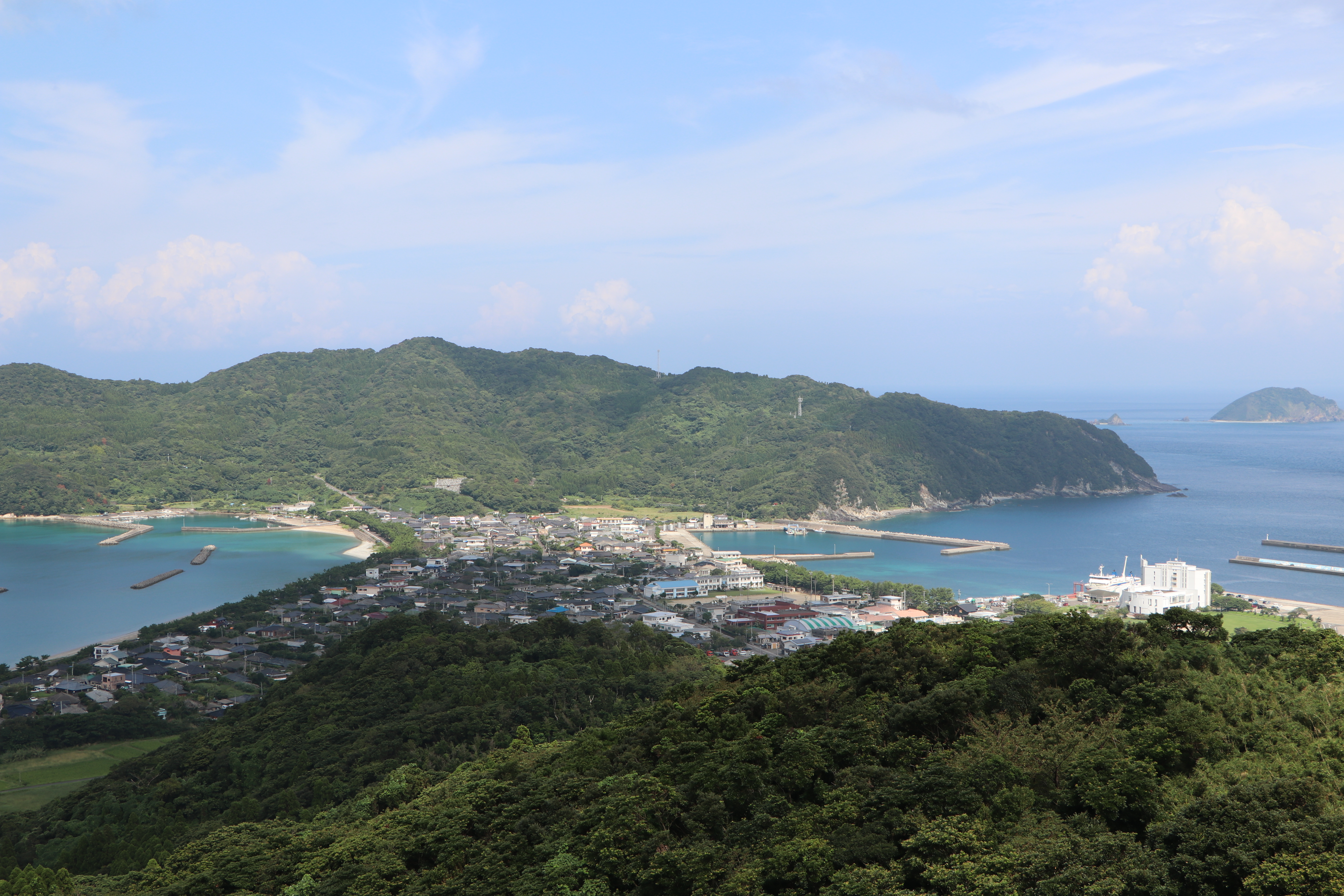
全景

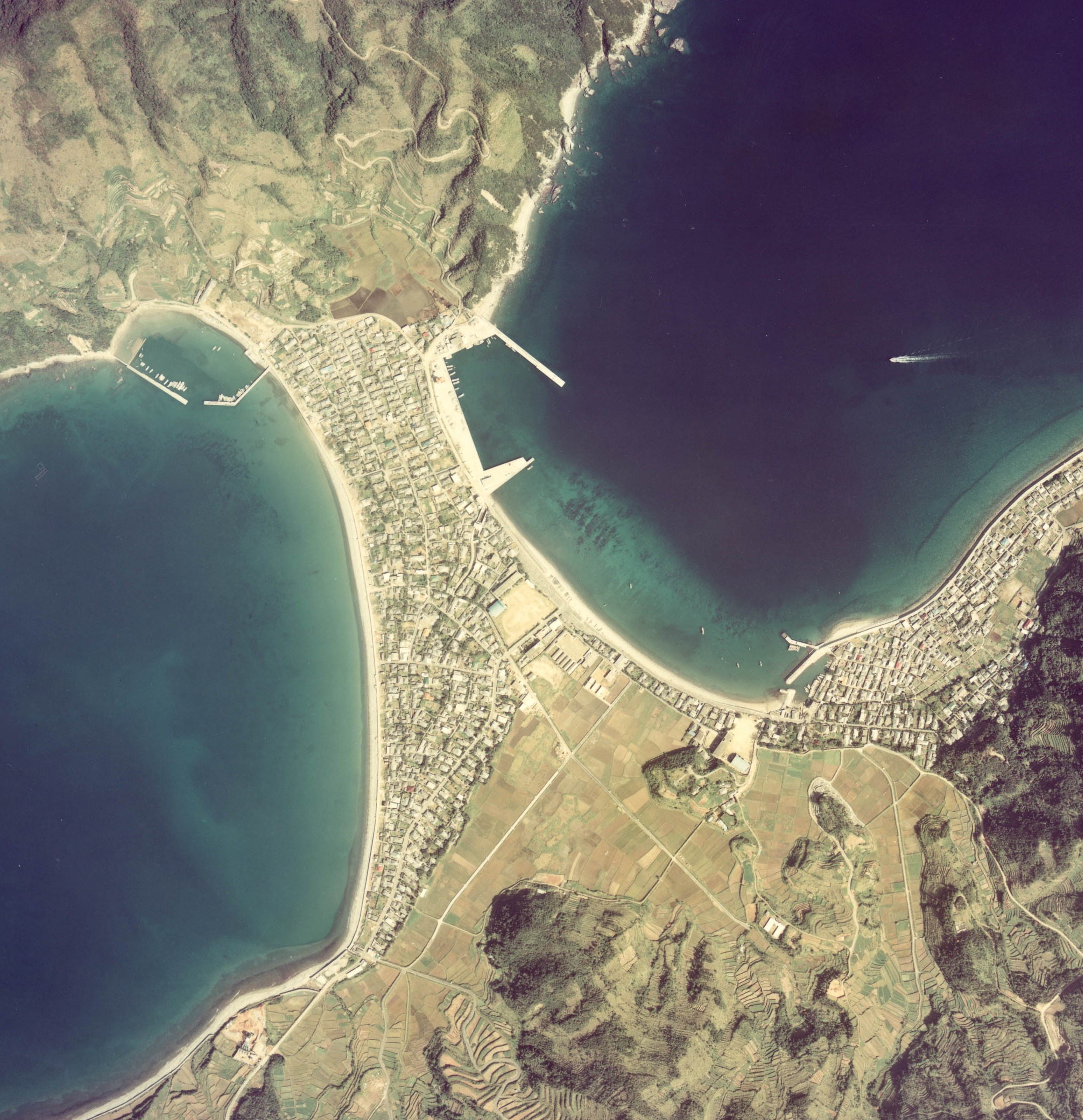
画像の上方向にある遠見山と下方向にある上甑島を繋ぐ里トンボロ

里トンボロ（さととんぼろ）とは、鹿児島県薩摩川内市の甑島列島上甑島にある陸繋砂州である。

## 概要
上甑島北端にある遠見山を陸繋島とした陸繋砂州（トンボロ）で、砂州の全長は約1,400メートル、全幅は最狭部で250メートル、標高2.3メートルあり、西岸は西之浜海水浴場、東岸は甑島商船が運行する定期航路2航路が発着する里港となっている。トンボロ上には集落が形成されている。
この砂州は10cm×5cmほどの礫で構成されており、一般的な砂丘や砂嘴にみられる細砂礫が少ない。東浦を東より襲う台風と、西浦へ西より吹き付ける冬の季節風によって、沿岸海底の砂礫が押し上げられてできたものと考えられている。
陸繋島とは逆側の高台にビュースポット「トンボロ展望所」がある。
北海道函館市の函館山（函館の陸繋砂州を参照）、和歌山県串本町の潮岬と並んで日本三大トンボロと数えられることがある。